# Magnus al III-lea al Suediei
Magnus al III-lea - în suedeză: Magnus Birgersson/Magnus Ladulås - (n. 1240 – d. 18 decembrie 1290, Visingsö⁠(d), Comitatul Jönköping, Suedia) a fost regele Suediei din 1275 până la moartea sa în 1290. Este posibil să fi fost al doilea fiu al contelui Birger și a soției sale Ingeborg. Tatăl său l-a desemnat ca succesor al titlului de Conte.
În 1275, Ducele Magnus a început rebeliunea împotriva fratelui său cu ajutorul danezilor, alungându-l pe acesta de pe tron iar Magnus a fost ales rege. În 1276, el s-a căsătorit cu a doua soție, Hedviga, fiica lui Gerard I de Holstein. A fost emisă o anulare papală și o dispensă pentru a doua căsătorie zece ani mai târziu, în 1286. Hedviga a acționat în calitate de regent, probabil între 1290 - 1302 și 1320 - 1327.
Valdemar, regele detronat, a reușit cu ajutorul danezilor să-și recâștige provinciile din Gothenland, din partea de sud a regatului iar Magnus a trebuit să recunoască acest lucru în 1277. Cu toate acestea, Magnus le-a recăpătat în 1278 și și-a asumat titlul de rex Gothorum, Regele Goților, începând tradiția regilor Suediei și Gotilor.
Fratele mai mic al lui Magnus, Benedict, a acționat ca Mare Cancelar al Suediei iar în 1284 Magnus l-a recompensat cu Ducatul Finlandei.
Magnus a murit când fii săi erau încă minori. El a ordonat ca regatul să aparțină lui Thurchetel, Mare Lord al Suediei în calitate de gardian al moștenitorului său, viitorul rege Birger, care avea aproximativ zece ani la moartea tatălui său.

## Căsătoria și familia
Din prima sa căsătorie cu o femeie necunoscută, acesta a avut un copil:
- Eric Magnusson (1275 - 1277)

Din cea de-a doua căsătorie cu Hedviga de Holstein:
- Ingiburga, (născută în 1279), căsătorită cu regele Eric al VI-lea al Danemarcei
- Birger (născut în 1280), rege al Suediei
- Eric Magnuson, Duce de Sudermania în 1302 și de Halland. A murit de foame în 1318 la Castelul Nyköpingshus în timp ce era întemnițat de fratele său, regele Birger
- Waldemar Magnuson, Duce de Finlanda în 1302 și Olanda în 1310. A murit de foame în 1318 la Castelul Nyköpingshus în timp ce era întemnițat de fratele său, regele Birger
- Richeza, stareță la St. Clare, Stockholm